# دانيال كوغلين
دانيال كوغلين (بالإنجليزية: Daniel Coughlin)‏ هو قسيس أمريكي، ولد في 8 نوفمبر 1934 في إلينوي في الولايات المتحدة.

## معرض صور

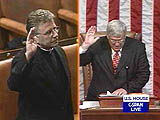
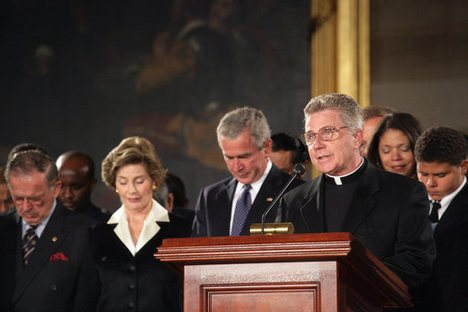
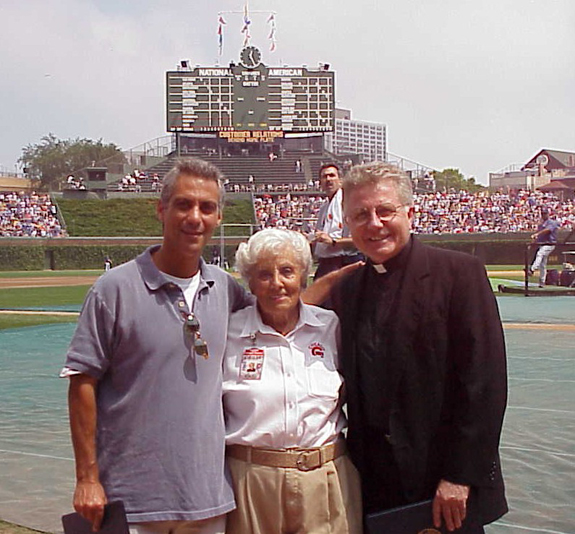